# مسجد کوفه
مسجد کوفه (به عربی: مَسْجِد ٱلْكُوفَة) یکی از چهار مسجد مهم مسلمانان جهان است، که در شهر کوفه کشور عراق، در ۱۲ کیلومتری شمال شهر نجف قرار دارد. مسلمانان معتقدند این مسجد ابتدا توسط آدم ساخته شده و پس از مسجدالحرام قدیمی‌ترین مسجد جهان است. در دهه‌های اول هجری قمری این مسجد توسط سعد بن ابی وقاص بازسازی و سپس در دوره خلافت علی ابن ابی طالب، به مرکز خلافت تبدیل شد. بر اساس فقه شیعه، مسجد کوفه یکی از مکان هایی است که مسافرین می توانند در آنجا نماز خود را تمام بخوانند.

## فضیلت
روایات متعددی در فضلیت این مسجد آمده‌است از جمله اینکه پس از مسجدالحرام و مسجدالنبی سومین مسجد مقدس به شماره می‌رود. همچنین مسجد کوفه جزو چهار مکانی است که مسافر در آنجا مخیر است که نماز خود را کامل یا شکسته بخواند.
محمد باقر در روایتی گفته‌است یک نماز واجب در آنجا معادل یک حج و یک نماز نافله در آنجا معادل یک عمره است. علی ابن ابی‌طالب در روایتی گفته‌است در این مسجد هزار پیامبر و هزار وصی پیامبر نماز خوانده‌اند. زمانی که پیامبر اسلام را به آسمان برده‌اند در مسجد کوفه فرود آمده و در آن دو رکعت نماز می‌خواند. در روایتی دیگر از جعفر صادق نقل شده‌است که سمت چپ این مسجد باغی از باغ‌های بهشت است و نشستن در آن بدون نماز و ذکر نیز عبادت است. اگر مردم فضیلت آن را می‌دانستند با حرکت روی چهار دست و پا خود را به این مسجد می‌رساندند. اگر من در کوفه بودم آرزو می‌کردم هیچ نمازی از من در آن مسجد فوت نشود. در روایتی دیگر علی بن ابیطالب گفته‌است هنگام طوفان نوح از زمین مسجد آب فوران کرده‌است و کشتی نوح از اینجا خارج شده و در این مسجد عصای موسی و انگشتر سلیمان قرار دارد.
شیخ محمدحسن نجفی، صاحب جواهر، مردم را به زیارت مسجد کوفه و توجه بیشتر به ادای آداب آن تشویق می‌کرد و خودش نیز روزهای سه‌شنبه، همراه با طلاب حوزه به زیارت مسجد کوفه می‌آمد و شب را در مسجد سهله، سپری می‌کرد.

## تاریخچه
مسجد کوفه در زمان خلاف عمر بن خطاب و پس از آن در زمان سعد بن ابی وقاص با هدف محل استقرار دائم لشکر مسلمانان ساخته شد. و مسجد را در مرکز اصلی و محوری شهر ساختند. مساحت آن را به پرتاب تیر از چهار سمت مشخص کردند تا گنجایش چهل هزار را داشته باشد. بعد از آن زیاد بن ابیه مسجد را توسعه دادند تا ظرفیت بیست هزار نفر دیگر هم داشته باشد. در دوره حاکمیت زیاد بن ابیه بر عراق، بر وسعت مسجد افزوده شد.
از نوشته ابن‌جبیر چنین برمی‌آید که برخلاف شهر کوفه که در قرن ششم به مخروبه‌ای تبدیل شده، مسجد کوفه از خرابی مصون مانده‌است. علامه سید مهدی بحرالعلوم در سال ۱۱۸۱ ه‍. ق، مسجد را بازسازی نمود. در جریان این بازسازی، بخش‌ها و ستون‌های قدیمی مسجد، خراب شد و کف مسجد روی بخش‌های خراب شده، به ارتفاع چهار متر، بالا آورده شد و در محل مقام‌های مسجد که زیر خاک دفن شده بود، مقام‌های جدیدی ساخته شد.
در اوایل دو قرن نوزدهم و بیستم میلادی، جنایت‌هایی در حق شیعیان در این مسجد اتفاق افتاد؛ در سال ۱۲۱۶ ه‍. ق- ۱۸۰۲ م، وهابی‌ها به دو شهر کربلا و نجف حمله کردند و در جریان حمله خود به نجف، به مسجد کوفه یورش بردند و همه شیعیانی را که در حال نماز و عبادت بودند، به شهادت رساندند. همچنین در جریان انقلاب سال ۱۹۲۰ م شیعیان عراق علیه اشغال انگلیس، هواپیماهای انگلیسی، مسجد کوفه را که بسیاری از مردم به داخل آن پناه آورده بودند، بمباران کردند و تعداد بسیاری از شیعیان را به شهادت رساندند و بعضی از مقام‌های مسجد را خراب کردند. سپس نیروهای نظامی انگلیس، با اسب و سگ‌های خود، وارد مسجد شدند.
پس از سقوط رژیم بعثی عراق، اسماعیلیان بهره که در هند حضور دارند، مسجد کوفه را به‌صورت کامل بازسازی کردند. در این بازسازی، کف و نماهای مسجد با سنگ‌های مرمر سفیدرنگ پوشیده شد و در شبستان مسجد، ستون‌های دایره‌ای سنگی، نصب گردید و دو مناره بزرگ، در دو زاویه شمال غربی و شرقی مسجد ایجاد شد. گرچه این بازسازی، به شیوه زیبا و مناسبی صورت گرفته‌است و به‌کارگیری سنگ‌های مرمر سفید و یکپارچه و تزیینات معماری زیبا در آن، منظره دلپذیری به مسجد بخشیده‌است، اما اصالت تاریخی مسجد، از بین رفته‌است و بیشتر مقام‌های داخل صحن مسجد که پیش‌تر به‌صورت محراب یا ستون تاریخی بود، به محرابچه‌های کوچکی تبدیل شده و حتی برخی از مقام‌ها نیز به‌طور کامل، حذف شده‌است.
دروازه صحن مسلم بن عقیل، چندین بار، از جمله در سال ۱۳۸۸ ه‍. ق، بازسازی شده‌است و دروازه کوچکی به نام باب الرحمه، در میانه ضلع شمالی که در سال ۱۳۸۸ ه‍. ق، ایجاد شده‌است. بالای باب الفیل، مناره‌ای دایره‌ای وجود دارد که در سال ۱۳۷۶ ه‍. ق- ۱۹۵۶ م ساخته شده و بدنه آن با الواح و کتیبه‌های کاشی، تزیین یافته‌است. این مناره، به‌جای مناره قدیمی‌تری ساخته شد که در تاریخ مذکور، به سبب بنای مناره جدید، به‌طور کامل تخریب گردید.[۱۹۳] در بازسازی اخیر مسجد، دو مناره مربع به مسجد افزوده شده‌است که یکی از آنها، در زاویه شمال غربی مسجد، کنار مناره دایره‌ای قدیمی و مناره دیگر، در زاویه شمال شرقی، قرار دارد.

## مشخصات
به گفته مورخان از مصالح ساختمانی در این مسجد بکار رفته‌است که در کاخ و بنای شهر باستانی حیره استفاده شده‌است. مسجد به صورت مربع، با دیوارهای کوتاه ساخته شده‌است و بیشتر مساحت آن، بدون سقف بود. دیوارهای آن، مستحکم‌تر و بلندتر گردید و کف آن با ریگ پوشانده شده‌است. ابن بطوطه نیز مسجد را در قرن هشتم دیده و آن را چنین توصیف کرده‌است که سقف مسجد، بر ستون‌هایی از سنگ تراشیده شده، استوار است و قطعات سنگ با سرب، به یکدیگر پیوسته‌است.
ساختمان فعلی مسجد، بالغ بر چهل هزار مترمربع مساحت دارد. نمای آن، تقریباً به شکل مربعی است که اضلاع آن به ابعاد ۱۱۰* ۱۱۶* ۱۰۹* ۱۱۶ متر است. دیوارهای مسجد، بلند و از بیرون، با برج‌های نیمه دایره، استحکام بخشیده شده‌است. تعداد این برج‌ها ۲۷ عدد است که در هریک از اضلاع جنوبی و غربی، پنج برج و در هریک از اضلاع شمالی و شرقی، هفت برج و برج‌هایی نیز در چهار گوشه مسجد، وجود دارد.
متصل به مسجد، از هر دو سمت شرقی آن، صحن دیگری وجود دارد که در آن، دو مرقد مسلم بن عقیل و هانی بن عروه، قرار دارد. در گذشته، در سمت غربی مسجد، صحن دیگری وجود داشته که دارای ایوان‌ها و حجره‌ها و دیواری گرداگرد آن بوده‌است. این محوطه، کاروانسرایی مخصوص اقامت زائران و مسافران بوده‌است که در سال ۱۳۲۷ ه‍. ق، تأسیس گردید و در سال ۱۳۸۳ ه‍. ق، تخریب شد. مشابه این کاروانسرا، هنوز در ضلع شرقی مسجد سهله، باقی مانده‌است.
در گذشته، مسجد کوفه دارای چند دروازه بوده‌است که امروزه تنها یک دروازه آن، باقی مانده‌است. نام این دروازه باب الفیل و در گوشه شمال غربی مسجد قرار دارد. البته در دوره‌های اخیر، دروازه‌های جدیدی به صحن مسجد، باز شده‌است؛ از جمله دروازه‌ای واقع در میانه ضلع غربی مسجد که به اشتباه باب الکنده (از دروازه‌های قدیمی مسجد کوفه) خوانده می‌شود، دروازه صحن مسلم بن عقیل، در میانه ضلع شرقی مسجد قرار دارد.

## درهای مسجد
از هنگام بنای مسجد، درهای متعددی برای آن ساخته‌اند:
1. باب السدّه. علی بن ابیطالب از آن در وارد مسجد می‌شد.
2. باب کِنْده. در سمت غرب.
3. باب الانماط. به محاذات باب الفیل.
4. باب الفیل یا باب الثعبان. در سمت شمال، که امروزه تنها دری است که از آن دوران مانده‌است. در کنار باب الفیل مناره مسجد قرار دارد که ساخته قاسم تاجر سمنانی است.
5. باب الرحمه[۸]

## مقام‌های مسجد کوفه[۹]
داخل صحن، شبستان و رواق‌های مسجد کوفه، محراب‌ها و مقام‌های متعددی، منسوب به پیامبران و امامان شیعه وجود دارد که مرتبط با حضور پیامبران و امامان شیعه در این مسجد و پیشینه تاریخی آن است.

### ۱. بیت الطّشت
در صحن مسجد، در شمال دکة القضاء قرار دارد و محل وقوع یکی از معجزات علی بن ابیطالب است. این مکان، پیش‌تر به‌صورت سردابی پایین‌تر از سطح مسجد بود که دو طرف آن، دو راه پله وجود داشت

### ۲. دکة القضاء
در جانب شمال شرقی صحن مسجد قرار دارد و محلی است که علی بن ابیطالب در آنجا، قضاوت می‌کرده‌است.

### ۳. دکة المعراج
این مقام در صحن مسجد و نزدیک زیارتگاه کشتی نوح قرار دارد و محل نماز خواندن پیامبر اسلام در شب معراج، به‌شمار می‌آید. کنار این مقام، یک ستون سنگی قدیمی وجود دارد که در واقع، یک شاخص خورشیدی است که در گذشته، برای شناخت ظهر شرعی و اوقات نماز، به کار می‌رفته‌است.

### ۴. محرابعلی بن ابیطالب
این محراب محل نماز خواندن علی بن ابیطالب در مسجد کوفه و محل ضربت خوردن وی به دست ابن ملجم مرادی در شب نوزدهم ماه رمضان سال ۴۰ ه‍. ق، است. این محراب، داخل شبستان مسجد واقع است و روی آن، فرقه اسماعیلیان بهره هند، پنجره نقره‌ای زیبایی به شکل محراب با کتیبه‌های کوفی و نقوش و تزیینات گیاهی، نصب کرده‌اند.

### ۵. مقام آدم
این مقام، در جنوب صحن مسجد، نزدیک دکة المعراج قرار دارد و بر اساس برخی اقوال، محل توبه آدم به‌شمار می‌آید.

### ۶. مقام ابراهیم
این مقام، در رواق شمالی مسجد، نزدیک ورودی اصلی آن (باب الفیل) قرار دارد.

### ۷. مقامجعفر صادق
این مقام، در جنوب شرقی مسجد، نزدیک مرقد مسلم بن عقیل قرار داشته و دارای محرابی بوده‌است که همانند دو مقام نوح و زین‌العابدین، متأسفانه در بازسازی‌های اخیر مسجد، خراب شده‌است و محل آن، تنها با نصب یک برگه کاغذی روی ستون‌های سنگی موجود در شبستان مسجد، مشخص شده‌است.

### ۸. مقامزین‌العابدین
این مقام، در جنوب غربی مسجد، نزدیک مقام نوح قرار داشته و مانند همان مقام، به شکل محرابی بوده‌است که متأسفانه در بازسازی‌های اخیر مسجد، خراب شده‌است و محل آن، تنها با نصب یک برگه کاغذی روی دیوار جنوبی رواق متصل به شبستان مسجد، مشخص شده‌است.

### ۹. مقام جبرئیل
این مقام نیز در جنوب صحن مسجد و در سمت غربی مقام آدم قرار دارد و به حادثه معراج پیامبر اسلام و نماز خواندن پیامبر در مسجد کوفه، ارتباط دارد.

### ۱۰. مقام خضر
این مقام نیز در رواق شمالی مسجد، نزدیک مقام ابراهیم واقع است.

### ۱۱. مقام نوح
این مقام در جنوب غربی مسجد قرار داشته و به شکل محرابی بوده که متأسفانه در بازسازی‌های اخیر مسجد، خراب شده‌است و محل آن، تنها با نصب یک برگه کاغذی روی دیوار جنوبی رواق متصل به شبستان مسجد، مشخص شده‌است.

### ۱۲. مقام کشتی نوح
میان صحن مسجد، مکانی وجود دارد که به «سفینة نوح» معروف است. براساس برخی اقوال، این نقطه محل به گِل نشستن کشتی نوح پس از طوفان بزرگ است. اما براساس روایات دیگری، اینجا محل ساخته شدن کشتی نوح بوده‌است. این مکان نیز پیش‌تر به صورت سردابی بود که با یک راه‌پله، امکان پایین رفتن به آن وجود داشت. این سرداب، به شکل یک صحن کوچک هشت ضلعی بود که در هر ضلع آن، یک ایوان وجود داشت و از طریق دو ایوان شمالی و جنوبی، به دو حجره دیگر راه داشت. کف زیارتگاه کشتی نوح، نمایانگر سطح واقعی مسجد کوفه، پیش از بالا آوردن سطح آن در زمان سید مهدی بحرالعلوم بوده‌است. در دوره رژیم سابق بعثی عراق، پله‌های ورودی سفینه نوح مسدود شد و از ورود به آنجا، جلوگیری به عمل می‌آمد. اما پس از سقوط این رژیم، متأسفانه در بازسازی‌های اخیر مسجد، این زیارتگاه و بنای تاریخی ارزشمند آن، به‌طور کامل از بین رفت و تنها به‌جای آن، یک حوض دوازده ضلعی، با نرده‌های سنگی کم‌ارتفاع در اطراف آن، ایجاد شد.

## زیارتگاه‌های متصل به مسجد کوفه‌[۱۰]

### ۱. مرقدمسلم بن عقیل
مسلم، فرزند عقیل بن ابی‌طالب، پسرعمو و سفیر حسین بن علی به کوفه بود. پدرش عقیل، برادر علی بن ابیطالب و دومین فرزند ابوطالب بود. او پس از صلح حدیبیه، به پیامبر اسلام ایمان آورد و به مدینه هجرت کرد و همراه برادرش، جعفر طیار، در غزوه موته و سپس در غزوه حنین شرکت نمود. او در سال ۶۰ ه‍. ق، در مدینه منوره درگذشت و قبر وی تاکنون در قبرستان بقیع، باقی است. مرقد مسلم بن عقیل، بیرون ضلع شرقی مسجد کوفه و در فاصله کمی از دارالاماره قرار داشته‌است. پس از مدتی، بارگاه و صحن مخصوصی برای آن بنا گردید و به مسجد کوفه متصل شد. در حال حاضر، ورود به آن نیز از طریق صحن و شبستان مسجد، امکان‌پذیر است. در گذشته، روی قبر مسلم، یک ضریح چوبی مشبک وجود داشت که بر آن، اشعاری در مدح مسلم، نقش بسته بود. تاریخ آن نیز سال ۱۰۵۵ ه‍. ق، (دوره صفوی) بود. ضریح را یک زن ایرانی، به نام «مام آقاخان» هدیه کرده بود. پس از مدتی، این ضریح چوبی، با یک ضریح نقره‌ای، تعویض گردید. بارگاه مسلم بن عقیل، براساس کتیبه‌ای که پیش‌تر بر ورودی آنجا قرار داشت، در سال‌های ۱۲۳۲ و ۱۲۳۳ ه‍. ق، به اهتمام یکی از دولتمردان شیعه هندی، به نام نواب حافظ محمد عبدالحسین خان بازسازی شد. گنبد بنا تا حدود نیم قرن گذشته، کاشی‌کاری بود. در سال ۱۳۸۴ ه‍. ق، تعدادی از مؤمنان نزد سید محسن حکیم آمدند و از او برای طلاکاری گنبد حرم مسلم، اجازه گرفتند. آنها پس از کسب اجازه، از سال ۱۳۸۵ ه‍. ق- ۱۹۶۵ م، شروع به توسعه و بازسازی حرم و همچنین گنبد نمودند. همچنین به دستور سید محسن حکیم ضریح طلا و نقره‌کوب جدیدی برای حرم مسلم در اصفهان ساخته شد و روی قبر نصب گردید. کار طلاکاری گنبد نیز از تاریخ ۲۸ ربیع‌الاول ۱۳۸۷ ه‍. ق، آغاز شد و یکی از تاجران شیعه، به نام حاج محمدحسین رفیعی بهبهانی کویتی، هزینه کامل آن را پرداخت و سید موسی بحرالعلوم در ماده تاریخ آن، قصیده‌ای را سرود که گرداگرد ساقه گنبد بنا ثبت گردید.

### ۲. مرقدمختار ثقفی
مختار بن ابی‌عبید ثقفی، از شخصیت‌های مشهور و جنجالی شیعه در سده اول هجری است که پس از واقعه عاشورا، در کوفه قیام کرد و موفق شد از قاتلان حسین انتقام بگیرد و بیشتر آنها را قصاص کند. مقبره مختار ثقفی، امروزه در زاویه جنوب غربی حرم مسلم بن عقیل، متصل به دیوار مسجد کوفه قرار دارد. قبر وی، به مرور زمان، از بین رفت و محل آن نامشخص گردید؛ تا اینکه عبدالحسین تهرانی، معروف به شیخ العِراقَین، که از سوی حکومت قاجار به قصد بازسازی عتبات عالیات، به عراق آمده بود، در گوشه‌های مسجد کوفه به جست‌وجوی آرامگاه مختار پرداخت تا آن را بازسازی کند. آنها در آغاز در محل دکه بزرگی که مقابل حرم هانی بن عروه در صحن مسلم بن عقیل و متصل به دیوار مسجد بود، به جست‌وجو پرداختند و آن را حفر کردند. اما نشانه‌های حمامی را در آنجا یافتند و مشخص شد که اینجا، محل قبر مختار نیست. پس از آن، سید رضا، فرزند سید محمدمهدی بحرالعلوم به او گفت که هرگاه پدرش، از گوشه شرقی کنار دیوار مسجد کوفه (محلی که امروزه به عنوان قبر مختار شناخته می‌شود) عبور می‌کرد، می‌گفت: «برای مختار سوره فاتحه بخوانیم». شیخ العراقین دستور داد تا آن محل را کندند و سنگی آشکار شد که روی آن، نوشته شده بود: «این قبر مختار بن ابی‌عبیدثقفی است». بدین ترتیب، مشخص شد که آرامگاه مختار، آنجاست. تاریخ عمارت قبر مختار، سال ۱۲۸۵ ه‍. ق، بیان شده‌است.

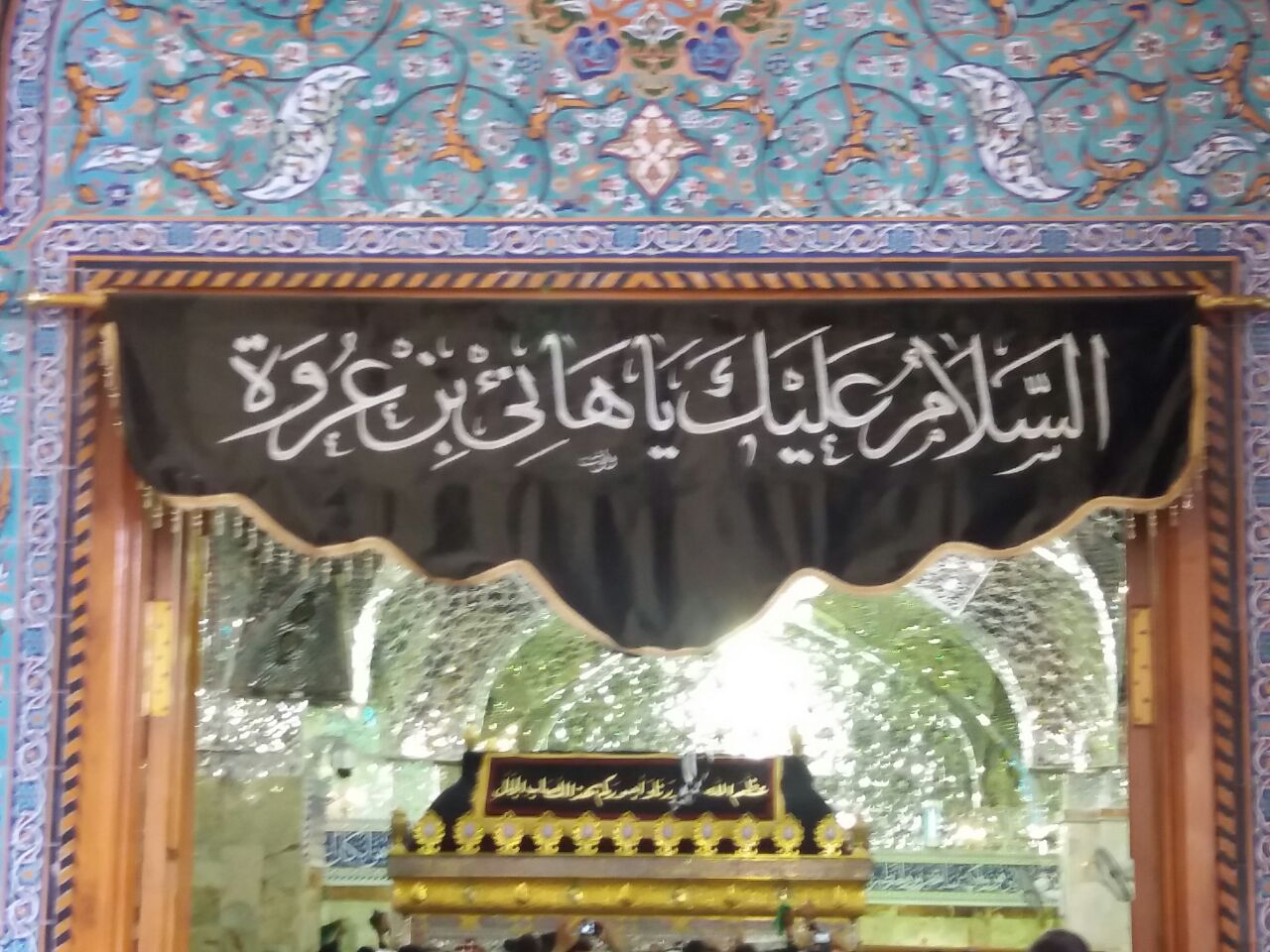
سر در ورودی مقبرهٔ هانی بن عروه

### ۳. مرقدهانی بن عروه
هانی بن عروه مرادی، از کسانی به‌شمار می‌آید که هم، عصر جاهلیت و هم، دوره اسلام را درک کردند؛ اما پیامبر را ندیدند. او از خواص اصحاب علی بن ابی‌طالب و از بزرگان شیعه در کوفه بود. به شرحی که پیش از این گذشت، مسلم بن عقیل پس از ورود ابن‌زیاد به کوفه و نقض بیعت شیعیان با وی، در خانه هانی پناه گرفت و هانی بن عروه، در راه دفاع از ولایت و حمایت از سفیر حسین بن علی، در سال ۶۰ ه‍. ق، پیش از واقعه عاشورا، به دستور عبیدالله بن زیاد، گردن زده و کشته‌ شد. مزار هانی بن عروه، در ضلع شمال غربی صحن مسلم بن عقیل و متصل به دیوار شرقی مسجد کوفه، قرار دارد.

## در زمانمهدی موعود
بنا به روایات کتب شیعه، امام دوازدهم شیعیان پس از ظهورش در این مسجد ساکن خواهد شد.

## نگارخانه

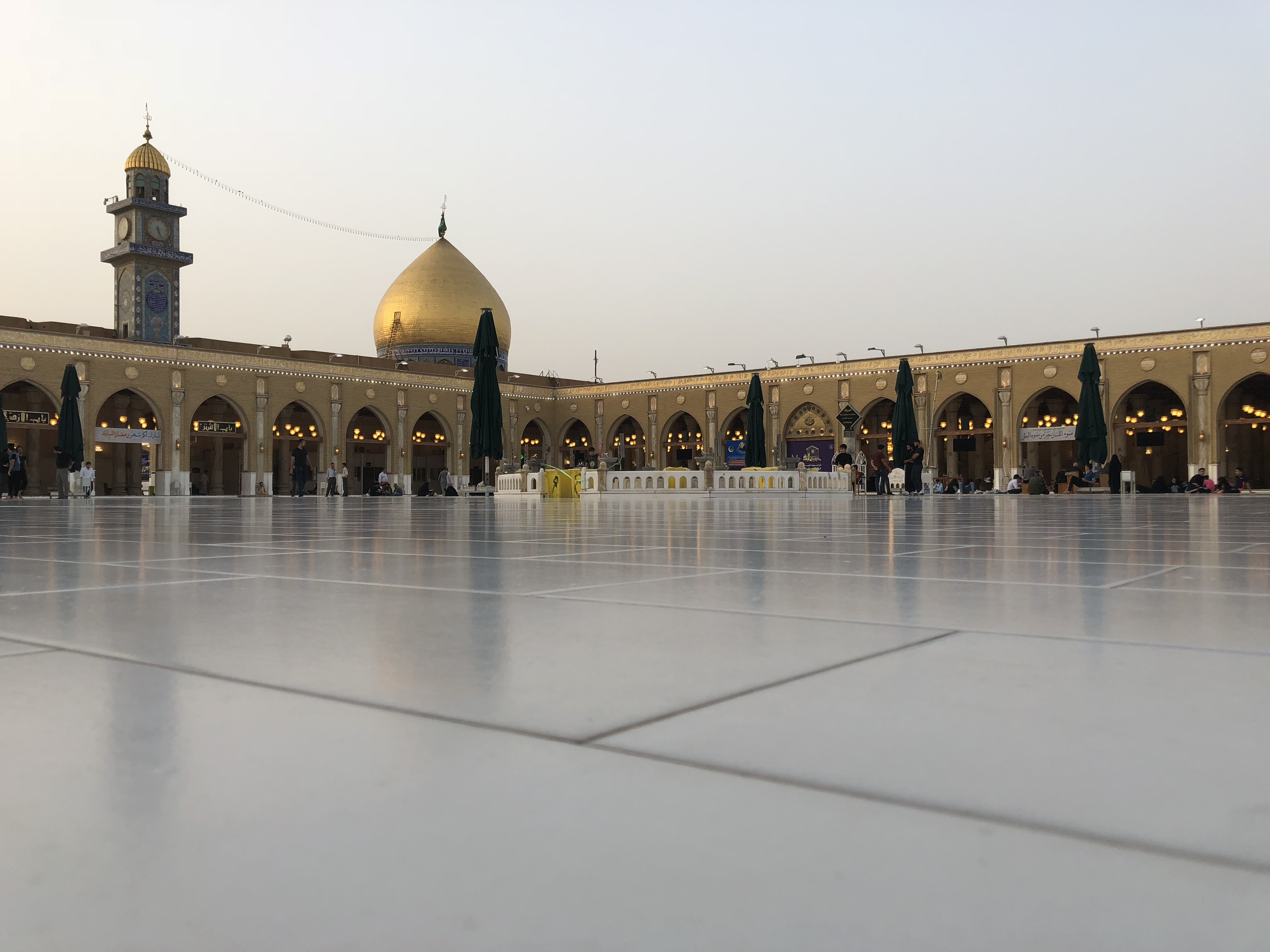
تصویری از مسجد کوفه
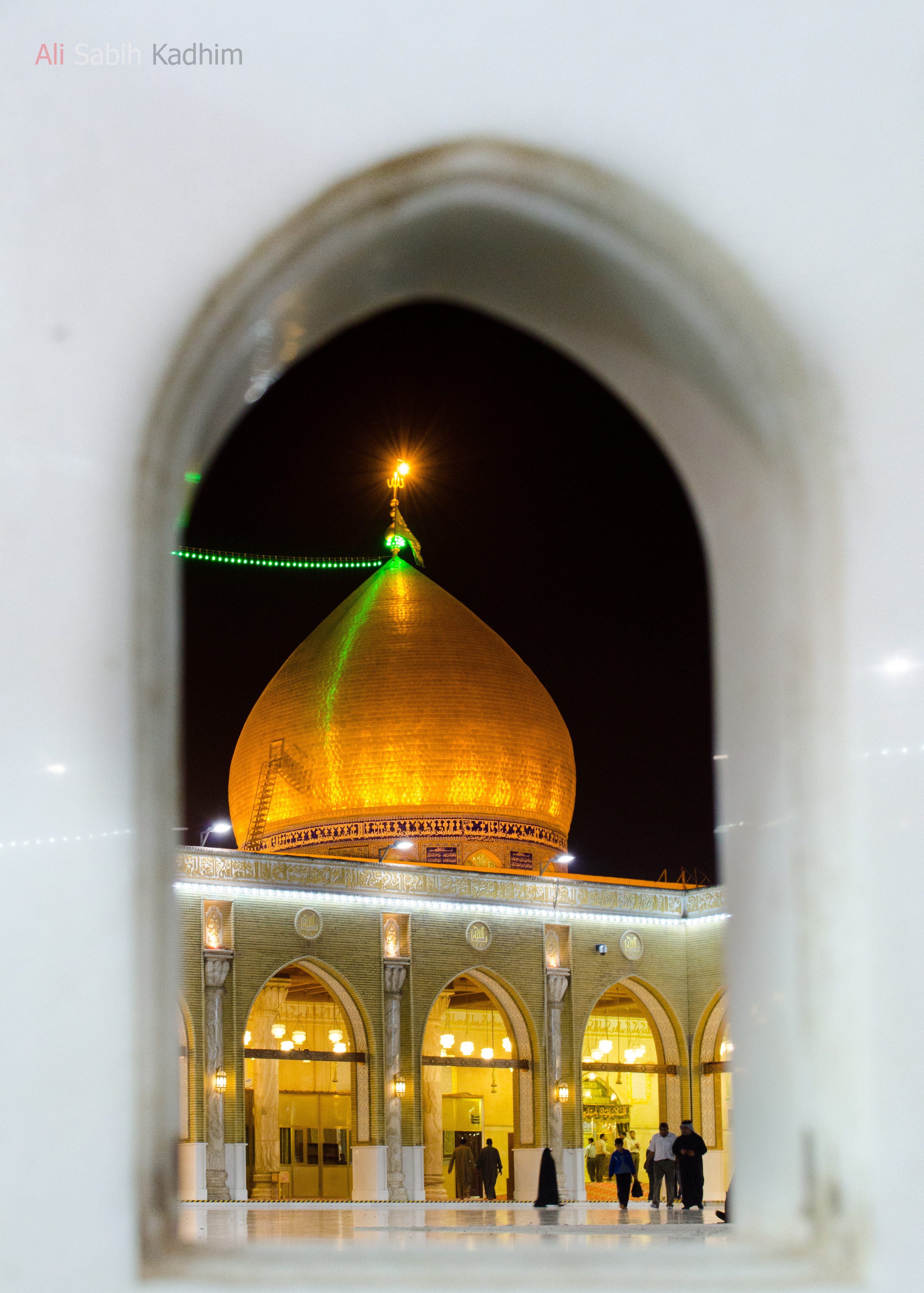
تصویری از مسجد کوفه
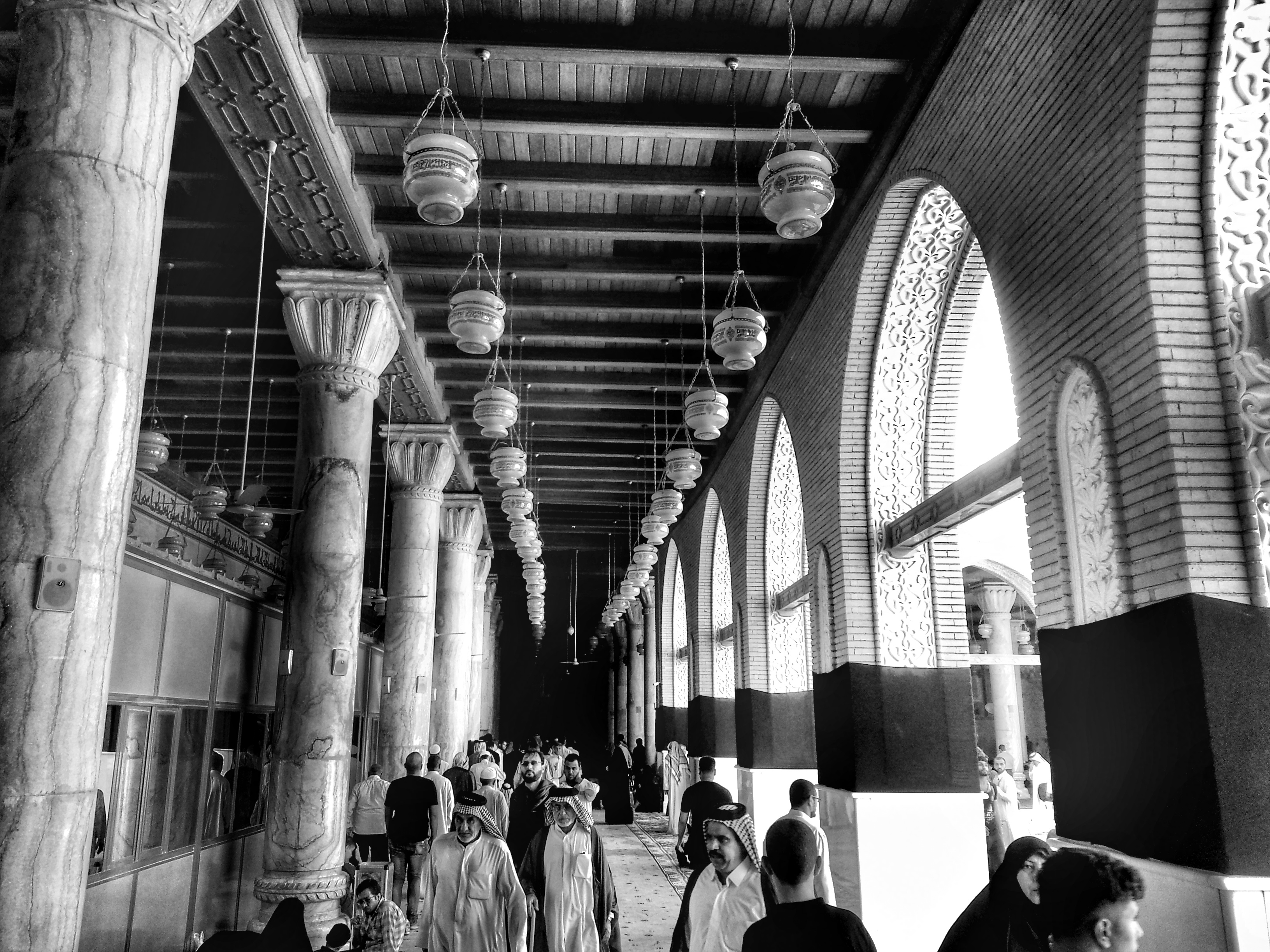
تصویری قدیمی از مسجد کوفه
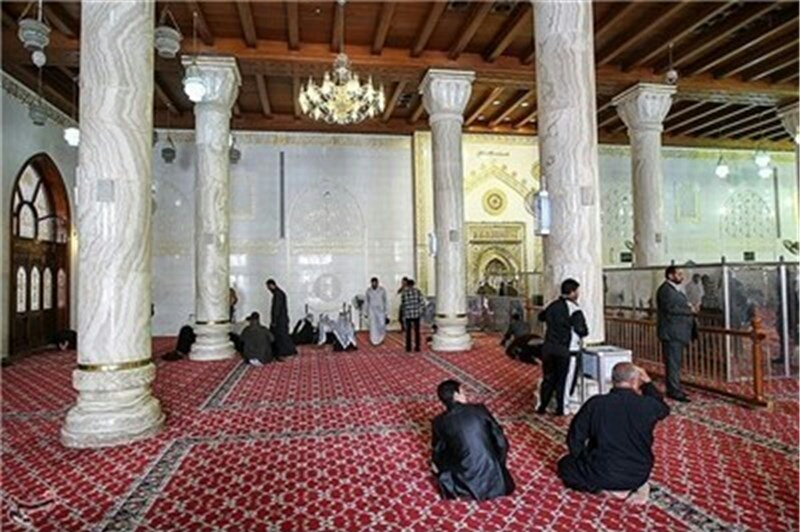
تصویری از مسجد کوفه
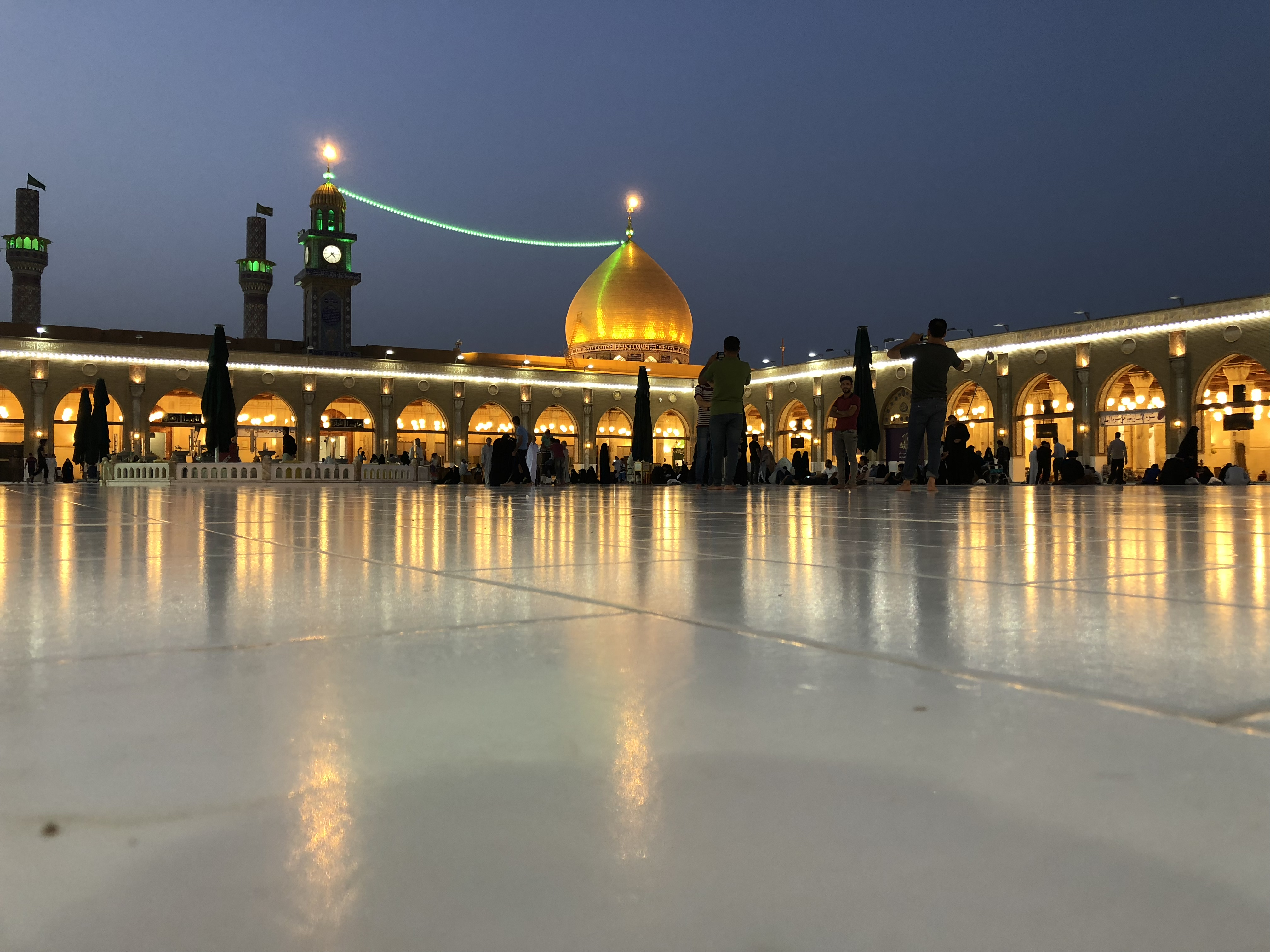
مرقد مسلم بن عقیل
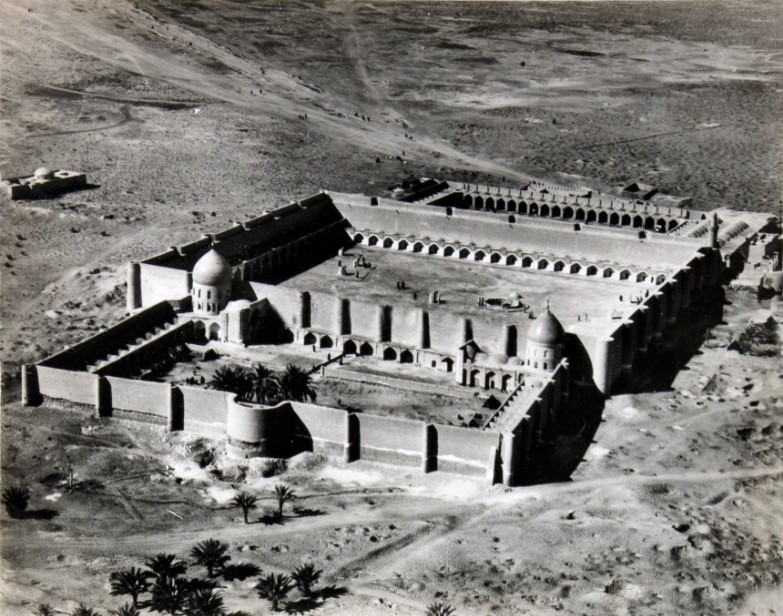
تصویری از مسجد کوفه در سال ۱۹۱۵ میلادی
نمای دو مناره در سال ۲۰۲۳ میلادی
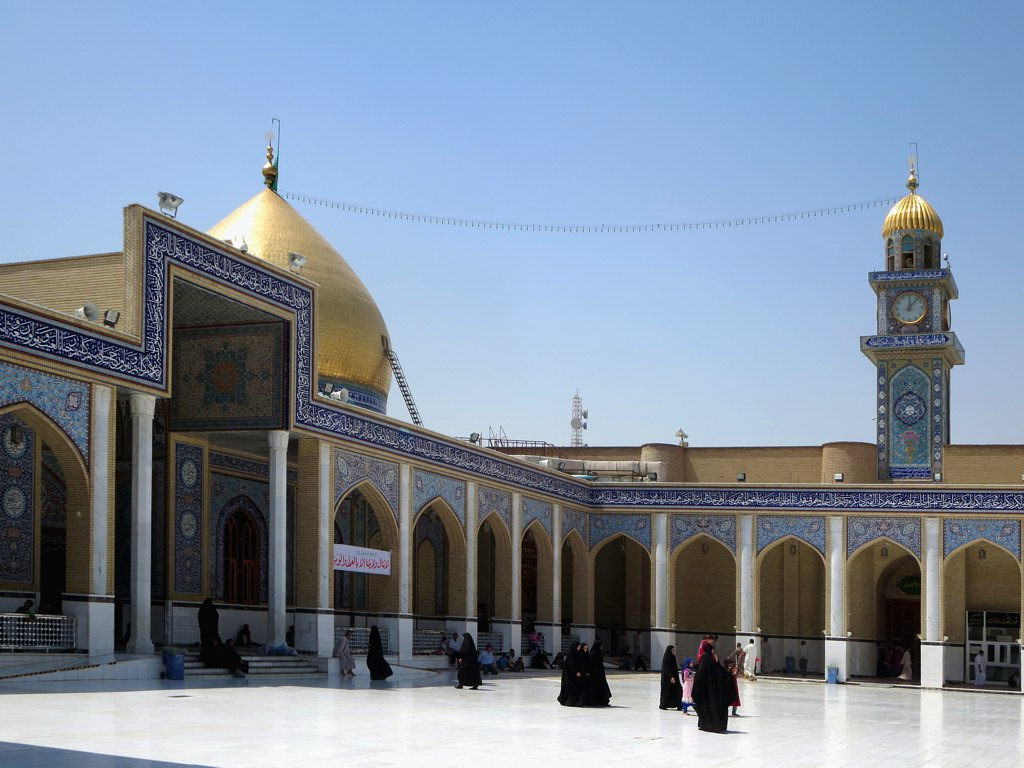
تصویری از مسجد کوفه
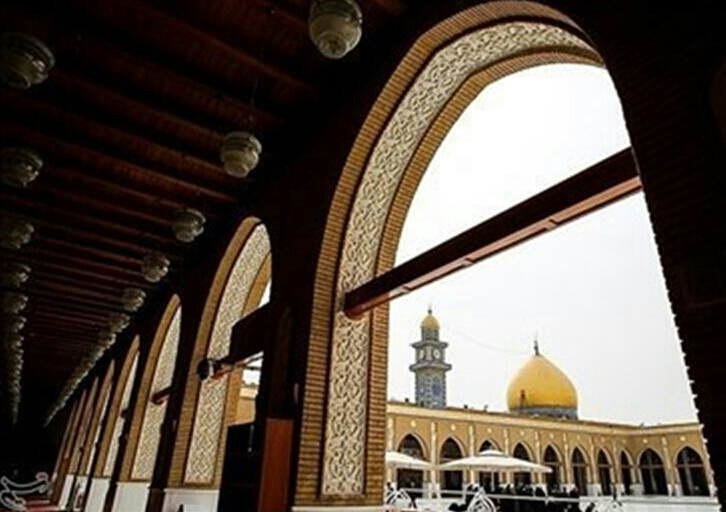
تصویری از مسجد کوفه
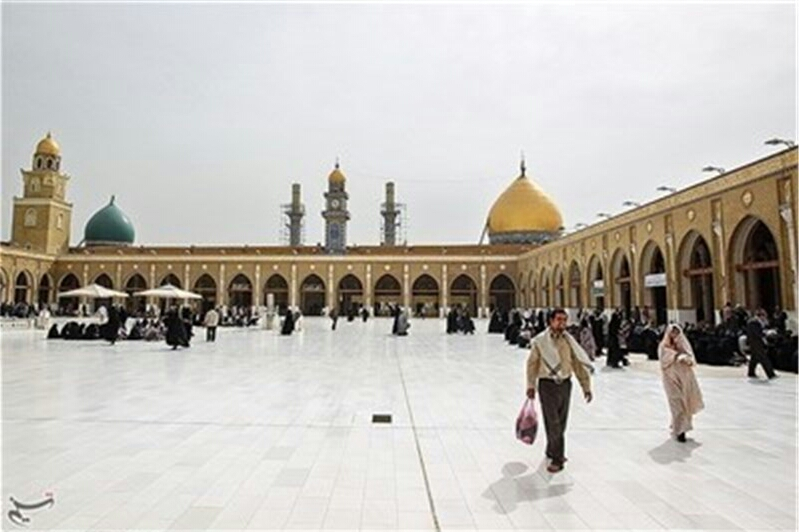
تصویری از حیاط مسجد کوفه
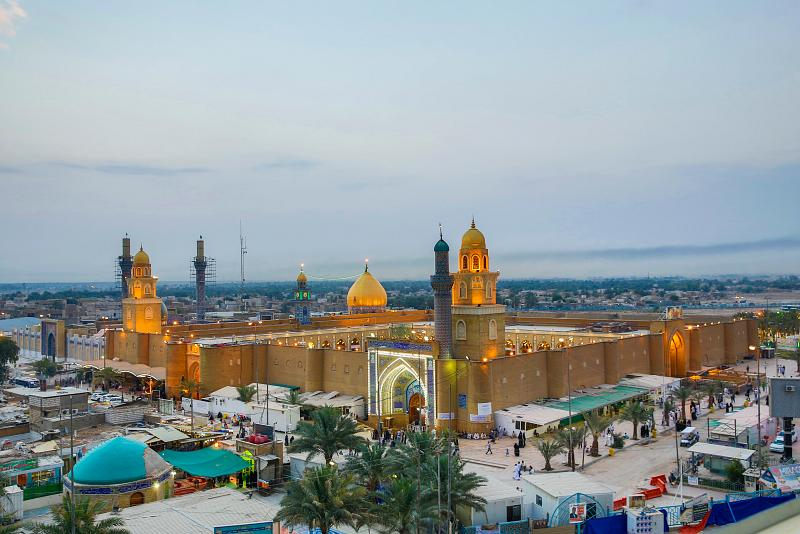
تصویری از مسجد کوفه دمِ غروب
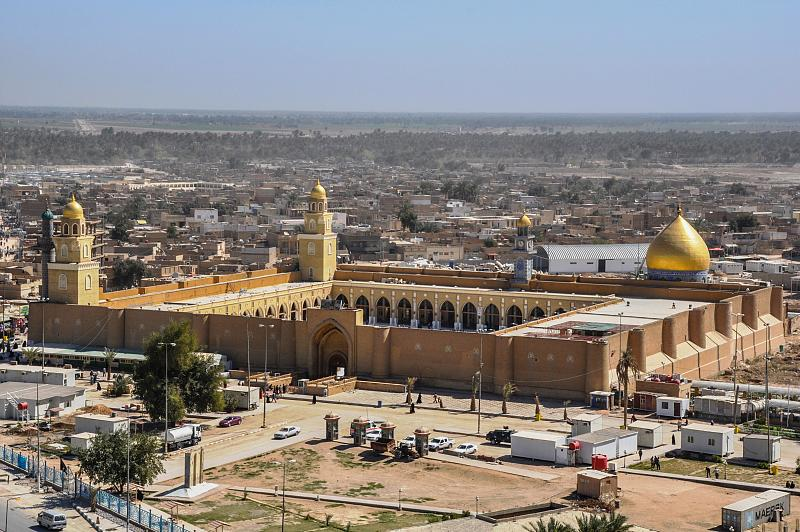
تصویری از مسجد کوفه از دور
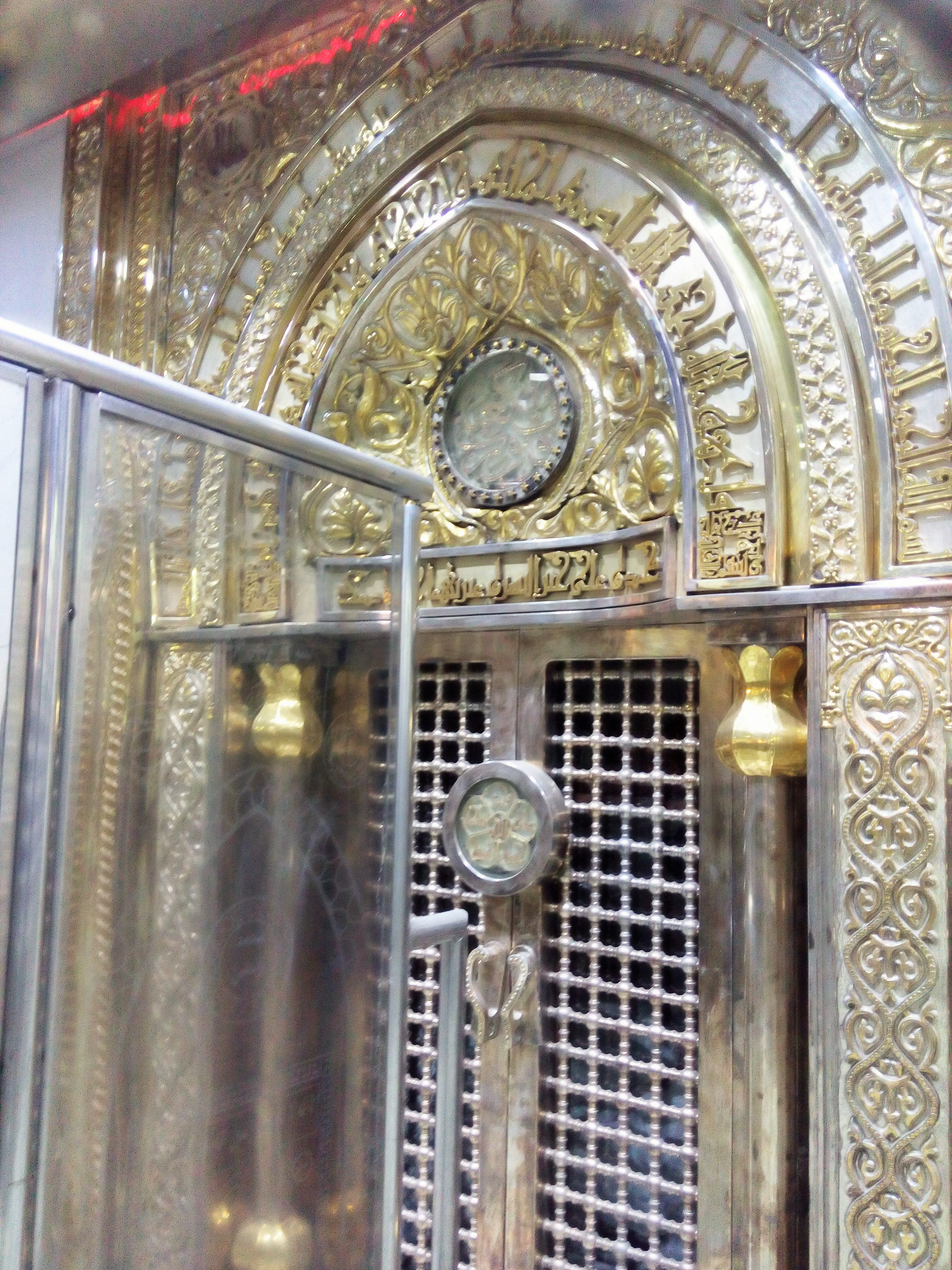
تصویری از محراب مسجد کوفه
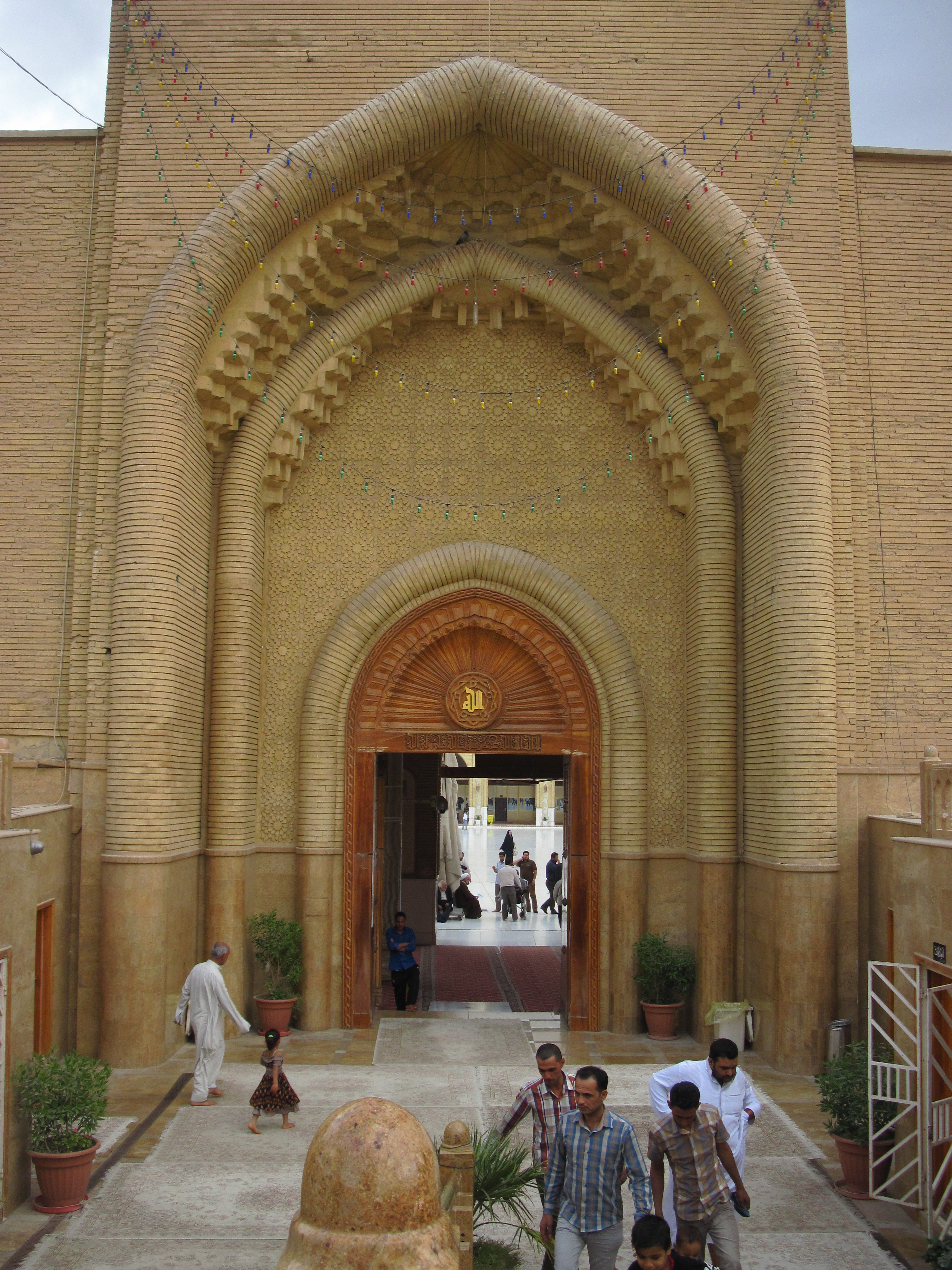
تصویری از در مسجد کوفه